# 榧木寛之
榧木 寛之（かやのき ひろゆき、1890年 - 1956年）は、日本の都市計画家。土木技術者。内務官僚。教育者。

## 人物
1890年、旧東京市下谷区（東京都台東区）生まれ。第一高等学校を経て1916年、東京帝国大学工科大学土木工学科卒業。卒業後は官営八幡製鉄所に勤務。
1919年、都市計画法制定に伴って内務省に都市計画課が創設されたが、1920年、招かれて内務省に入り都市計画技師として東京地方委員会に所属。1922年に都市計画調査のため東南アジアへ出張。
1923年に発生した関東大地震により、その復興事業を管轄する帝都復興院が設置され、復興事業に全力を傾注したために内務省の機構も縮小されたが、植木は本省に留まって揺籃期の全国の都市計画の指導と啓慶にあたった。とくに都市計画事業に国庫補助を、災害地復興事業には国の助成の途をそれぞれ開かせ、その実現を可能にした。また、地方計画の必要を唱導し、橿原神都計画などの実施にも尽くす。
1928年の富山市都市計画策定に関与。また同年に復興局技師と鉄道省技師を兼任。また山中温泉大火（1932年～）昭和三陸地震（1933年～）函館大火（1934年～）室戸台風後の防災事業、静岡大火などの、昭和初期の災害からの復興計画において、深く計画立案に携わった。
1937年から内務省東京出張所勤務。1938年から陸軍省嘱託。勅任官待遇、従四位。また同年中に官職を辞した。
その間、1930年からは母校東京帝国大学工学部講師となり、都市計画学を1952年まで講じ、数多くの人材を育成した。
1941年に興亜技術委員会委員。1946年には公共事業委員会委員。同年11月からは静岡都市計画地方審議会委員をつとめる。
戦後からは1947年に国立公園中央委員会委員、国土計画審議会委員。1950年から広島平和都市建設専門委員会委員、東京都建築審議会委員、栃木県、新潟県、富山県の各開発審議会委員に就任。この他キング設計事務所顧問、千葉県総合開発審議会委員、国土開発審議会専門委員、航空審議会専門委員、神奈川県、東京都、埼玉県の各都市計画地方審議会委員を歴任した。
1950年から1952年まで、極東空軍司令部計画設計課の特別顧問として空軍基地計画の作成を担当した。これが機縁となり、F．A．ホプキンスと組んで民間の建設コンサルタント事務所を設立。1955年までの間に軽井沢の都市計画、東京駅八重洲口広場の交通計画などの事業を行なった。
1955年からさらに新たな事務所を設立し、新宿の敷地計画を終了させ、また全国8か所の市町などの基本計画に着手したが、その計画途上で急逝した。